# 제왕적 대통령
제왕적 대통령(帝王的 大統領, 영어: Imperial Presidency)은 1960년대부터 널리 사용된 미국의 대통령과 관련된 용어이다. 역사가 아서 M. 슐레진저 주니어(Arthur M. Schlesinger, Jr.)는 1973년에 출간된 저서 《제왕적 대통령》(The Imperial Presidency)에서 "미국의 대통령은 억제할 수 없을 정도로 헌법에서 제한된 범위를 넘었다"고 언급했다.
이것은 많은 관찰들에 근거한다. 1930년대까지 미국의 대통령들은 대부분 집무실이 있는 미국 의회의사당에서 얼마 안 되는 직원들과 동행했다. 이 사무실은 기념식을 제외하고는 더 이상 사용되지 않았다. 하지만 19세기와 20세기 초반의 대통령들은 규칙적으로 그곳에 얼마 안 되는 직원들과 함께 거주했다. 프랭클린 D. 루스벨트 대통령은 대공황과 제2차 세계 대전 기간 동안에 대통령직을 크게 변화시켰다. 특히 전자 매체, 뉴딜 정책에 따른 미국의 경제 성장, 1939년 대통령 간부 사무실 신설 등은 새로운 시대에서 대통령직의 변화를 이끌었다.
웨스트 윙(West Wing)에서 미국의 대통령직은 백악관이나 그 옆에 있는 빌딩에 근거지를 두고 있는 많은 간부 직원들과 동행하고 있다. 리처드 닉슨 대통령은 과거에 대통령 전용 수영장으로 사용된 공간을 기자 회견실로 개조하기도 했다.

## 제왕적 대통령의 존재에 대한 논쟁
- 증가된 직원들의 수로서 많은 사람들이 개인적인 충성을 대통령의 사무실을 운영하는 사람에게 다하는, 외부의 승인이나 통제의 대상이 아닌 사람으로 인정된다.
- 대통령직 주변에서 운영되는 다양한 자문단과 많은 주요 부서들을 보완하는, 국가 보안 의회와 경영 및 예산 부서가 주요 예이다.
- 미국 상원은 마치 이들이 주요 직위들과 하듯이 백악관에 충고를 하거나 동의를 하지 않는다.
- 대통령직은 헌법을 초월하는 힘에 의지한다. 외국 정책의 범위나 대통령직의 전쟁의 힘은 미지수다. 또한 대통령직 비밀유지의 범위도 그렇다.
- 국민투표 대통령직은 매일매일 국회나 언론, 공공에 향하기보다는 선거나 탄핵 때만 적용되는 용어이다.

리처드 닉슨과 로널드 레이건의 대통령직은 특별히 법정에 있는 사람들에 의해 꼼짝 못한 것으로 표현될 수 있다. 그들은 하급 직원들인데 가끔 간부의 지시나 의회의 행동에 위배되는 행동을 했다. 워터게이트 사건 시기에 닉슨의 몇몇 직원들의 행동이 종종 그러한 예로 꼽힌다. 레이건 통치하에, 올리버 노스(Oliver North) 중령의 통치는 백악관의 한 스태프로서 그의 직위에 기반한 하급신하로서 한 행동이라고 강조되어왔다. 하워드 베이커(Howard Baker)라는 레이건의 마지막 참모총장은 지배적인 법정이라는 곳의 중요한 역할이었다.
역사학자 카카 벨 (Zachary Karabell)은 21 세기에 의회의 활동이 없었기 때문에 행정부의 권력이 더욱 커졌다 고 주장했다. 조지 부시 대통령과 버락 오바마 대통령을 예시로 언급하면서  "9/11 테러로 조지 W 부시 대통령이 국가 안보 정책의 집행 권한을 확대하기 위해 위기를 극복 한 것처럼 제국주의 대통령직으로 옮겨 가기 시작했다. 그의 행정부는 의회의 암묵적지지와 한동안 대중의 상당한 부분을 차지했다 "고 말했다. 카라벨 대변인은 오바마 행정부에서 이같은 추세가 계속되고 있으며, 의회에서 "돌진하는 것"이 "오바마 행정부를 자극하여 혁신적인 권력 행사 방법을 모색했다"며 오바마를 "가장 강력한 대통령 중 한 명으로 만들었다"고 말했다. 그는 이러한 추세가 미래의 경영진 영향력을 더욱 높이기위한 선례가 될 수 있다고 썼다. 카라벨 장관은 도널드 트럼프 (Donald Trump) 대통령이 DACA 이민 정책의 폐지와 나프타 (NAFTA)로부터의 철수를 위한 트럼프 행정부의 위협을 회피하면서 집권력을 침식하는 의도하지 않은 영향을 미쳤다고 주장했다.

## 이론 비판
- 집행부는 연방 정부 관료주의의 아주 작은 부분을 구성하고 제도적인 연속성이 없으며 대통령은 연방 관료주의의 대부분 구성원의 임명에 거의 영향을 미치지 않는다.
- 대부분의 연방 정부의 조직 및 기능은 법률에 의해 결정되며, 따라서 대통령은 연방 정부의 대부분을 재편 할 힘이 거의 없다.

제국주의 대통령의 개념은 지난 30년간 지배 구조의 맥락에서 몇 가지 중요한 변화를 무시한 것으로서, 그 모두가 대통령의 실제 권력을 제한하는 경향이 있다고 주장되어왔다.
- 연방 관료주의의 규모와 복잡성의 증가
- 연방 검사관, 정부 회계 감사원 및 의회 예산과 같은 투명성 규칙 및 "감시 관료"를 포함한 집행력에 관한 닉슨 후의 통제
- 내부 고발에 대한 강한 보호와 함께, 반대하는 정책에 대해 항의하는 관료들의 의지가 증가했다.
- 공식적인 의견의 효과를 증폭시키고 상대방의 역량을 강화하여 정보를 전달하는 정보 및 통신 기술의 변화
- 연방 정부에 대한 대중의 신뢰 감소
- 점점 더 의무적 프로그램에 헌신하는 연방 기금 사용에 대한 경영진의 재량권 감소
- 신자유주의 정책, 경제 세계화 및 기업 로비의 성장에 대한 포스트 레이건의 변화로 인해 민간 부문의 규제가 줄어들고 있다.

## 같이 보기
- 10월 유신
- 권력 분립
- 종신 대통령